# كربغا
الأمير قوام الدين أبو سعيد كربوغا (أو كربغا (بالتركية: Kürboğa)‏) بن عبد الله الجلالي هو أمير تركماني من مماليك السلطان السلجوقي ملكشاه بن ألب أرسلان، كان أتابك الموصل خلال الحملة الصليبية الأولى. تولى تربية عماد الدين زنكي وتعليمه فنون الفروسية والقيادة والقتال.

## كربوغا قبل توليه حكم الموصل
كان كربغا جندياً تركياً النجاح العسكرية المواهب. ظهر على مسرح الأحداث عقب وفاة السلطان السلجوقي جلال الدولة ملك شاه، حيث لعب دورًا بارزًا في الصراع الذي نشب داخل العائلة السلجوقية الحاكمة، وانحاز إلى تركان خاتون (زوجة ملكشاه الأخيرة) في صراعها مع بركياروق من أجل تولية ابنها محمود (ولد عام 1087 م) الحكم، وقد حسم ذلك الصراع بأن تولى محمود حكم أصبهان وفارس، وحكم بركياروق بقية الدولة السلجوقية، غير أن محمود سرعان ما توفي سنة 1094، فسار بركياروق إلى أصبهان، فدخلها وتملكها.
غير أن صراعًا آخر نشب بين بركياروق وعمه تتش، الذي أخذ يطالب بالسلطنة، وكان كربوغا في تلك المرة في صف بركياروق، وعندما انتصر تتش، كان مصير كربوغا الاعتقال في حمص، وبعد مقتل تتش عام 1094 وتفرُّق أملاكه بين ولديه دقاق ورضوان، جرت اتصالات بين بركياروق ورضوان أُطلق على إثرها سراح كربوغا.
في عام 1095 خدم في جيش الخليفة العباسي المستظهر خلال محاولته لاستعادة حلب.

## حكم الموصل
بعد إطلاق سراح كربوغا، نجح في سنة 489 هـ في الاستيلاء على حران ونصيبين، ثم تمكن من الاستيلاء على الموصل، وكان ذلك في الرابع من ذي القعدة عام 489 هـ (أكتوبر 1096 م)، منهيًا بذلك حكم بني عقيل، ومستهلًا بذلك حكمه للموصل، الذي دام حتى وفاته عام 495 هـ (1101 م).

## الحملة الصليبية الأولى
في 1098 عندما سمع بحصار أنطاكية من قبل الصليبيين قام بجمع جنوده وسار إلى تحرير المدينة، في طريقه حاول استعادة الرها التي احتلها بالدوين الأول حديثاً حتى لا يترك أية حاميات للفرنجة خلفه في طريقه إلى أنطاكية، لمدة ثلاثة أسابيع كان حصارة للمدينة بدون جدوى أن يقرر الاستمرار مرة أخرى نحو أنطاكية. كانت تعزيزاته من الممكن أن تنهي الحملة على أسوار أنطاكية، بل إن الحملة تمكنت من النجاح بسبب الوقت الضائع أثناء حصار الرها. بحلول الوقت وصوله حوالي 7 يونيو كان الصليبيون قد انتصروا بالفعل في حصارهم وتم احتلالها منذ 3 يونيو، إلا أنهم لم يستطيعوا تخزين المؤن بالمدينة قبل أن يبدأ كربغا بدوره حصاره على المدينة.
أثناء الحصار في27 يونيو تم إرسال بطرس الناسك كمبعوث إلى كربغا من قبل الصليبيين باقتراح تسوية كل الخلافات عن طريق المبارزة. وبشعوره بقوة موقفه لم يرى كربغا الأمر في مصلحته ورفض.
في هذه الأثناء داخل المدينة، ادعى بيتر بارثولوميو أنه اكتشف الحربة المقدسة من خلال الرؤية، فأعاد هذا الاكتشاف تنشيط الجيش المسيحي وفي نفس الوقت بدأت الخلافات والاقتتال تندلع داخل جيش الأتابك، فجيش كربغا القوي كان يتكون في الواقع من جنود بغداد وبلاد فارس وفلسطين ودمشق، وكان للخلافات الداخلية بين أمراء الأولولية على أي محاولة للتوحد ضد الفرنجة. الشيء الوحيد الذي توحد عليه حلفائه كان الخوف المشترك من هدف كربغا الحقيقي وهو الاستيلاء على جميع أراضيهم، فإن سقطت أنطاكية له فسيصبح غير قابل للهزيمة.
في 28 يونيو عندما قرر بوهيموند قائد الجيش المسيحي الهجوم، قرر الأمراء إذلال كربغا بالتخلي عنه في هذه اللحظة الحرجة، فأُخذ على حين غرة بسبب تنظيم وانضباط الجيش المسيحي. كان هذا الجيش المسيحي الموحد والمحفز كبيراً للغاية مما جعل إستراتيجية كربغا في تقسيم قواته غير فعالة، مما أجبره على الانسحاب والتراجع وعاد إلى الموصل كقائد مهزوم.

## أيامه الأخيرة
بعد هزيمة أنطاكية، توجه كربوغا إلى الموصل، حيث ساهم مرة أخرى في صراع السلطة الذي نشب بين بركياروق وأخيه محمد، وفي سنة 1100 م أرسله السلطان بركياروق إلى أذربيجان فاستولى على معظمها، وعندما وصل إلى مدينة خوي، سقط مريضًا، وبعد ثلاثة عشر يومًا ـ في منتصف ذي القعدة سنة 495 هـ (1101 م) ـ توفي كربوغا في خوي، ودُفن بها، وخلفه في حكم الموصل موسى التركماني، نائب كربوغا في حصن كيفا، الذي كاتبه الموصليون بعد سماعهم نبأ وفاة الأمير قوام الدين كربوغا.